# Joseph Mawle
Joseph Daniel Turner Mawle (Oxford, Oxfordshire, 21 de março de 1974) é um ator britânico mais conhecido por seus papéis como Benjen Stark em Game of Thrones, Detetive Inspetor Jedediah Shine em Ripper Street, Jesus Cristo em The Passion, Adar em O Senhor dos Anéis: Os Anéis do Poder e Odisseu em Troia: A Queda de uma Cidade.

## Biografia
Mawle nasceu em Oxford, Inglaterra. Ele cresceu em uma casa senhorial vitoriana em uma fazenda nos arredores de Shipston-on-Stour, Warwickshire. Ele é um dos três filhos de uma família com uma história de nove gerações de agricultura em Warwickshire. Sua mãe era professora, e seu pai, Richard, ainda cultiva a terra.
Ele frequentou a escola preparatória Croft nos arredores de Stratford-upon-Avon, onde foi diagnosticado com dislexia grave; consequentemente, ele estudou dos 13 aos 16 anos em um internato para necessidades especiais. Mawle saiu da escola aos 16 anos para se tornar ator, mas contraiu labirintite, deixando-o com 70 por cento de perda auditiva no registro superior e com zumbido. Ele convenceu o diretor do colégio local em Stratford-upon-Avon a permitir que ele estudasse para um diploma BTEC em artes cênicas enquanto trabalhava em diversos empregos, como instrutor de fitness e lavador de pratos.
Ele fez algumas atuações para a Box Clever Theatre Company e em sua própria produção de Solo Hamlet. Ele ganhou uma bolsa de estudos para estudar na Bristol Old Vic Theatre School.

## Carreira
Mawle formou-se na Escola de Teatro Bristol Old Vic em 2002, no mesmo ano em que apareceu em comerciais de TV para a Guinness. Em 2002, ele deixou a escola sem agente e trabalhou como assistente em uma escola para necessidades especiais. Ele conseguiu seu primeiro papel importante em uma produção de Troilo e Créssida em 2003, interpretando Troilus para Shakespeare no Tobacco Factory, trabalhou no Nuffield Theatre, Southampton, em Hamlet, e na produção de Antônio e Cleópatra do Royal Exchange, em Manchester, em 2005.
Foi sua atuação no filme para televisão Soundproof (2006), no qual um ator surdo era necessário para o papel principal, que causou seu maior impacto. Mawle foi indicado ao prêmio RTS Breakthrough on Screen e o diretor Ed Coulthard ganhou o BAFTA de melhor diretor em 2007.
Mawle apareceu em várias produções de televisão britânicas subsequentes, incluindo Dunkirk, vencedor do prêmio BAFTA Huw Wheldon para Drama Factual, e Persuasion de Adrian Shergold (2007) e o drama gay Clapham Junction do Channel 4, no papel de Tim. A revista Time Out disse: "Mawle e Treadaway deram performances dignas de prêmios BAFTA". Em 2008, Mawle interpretou Jesus na minissérie da BBC/HBO The Passion, e foi convidado na série Foyle's War, no episódio "Broken Souls".
Em 2008, ele voltou ao teatro em The Last Days of Judas Iscariot, no Almeida Theatre, dirigido por Rupert Goold. Ele foi listado como Novo Talento Notável no Evening Standard Theatre Awards e indicado ao prêmio WhatsOnStage Theatre Choice Awards de Melhor Novo Talento por sua atuação como Judas.
Em 2009, ele atuou em vários filmes: Nineteen Eighty de James Marsh (parte da trilogia Red Riding), Heartless de Philip Ridley e Freefall de Dominic Savage, ao lado de Dominic Cooper e Aidan Gillen. Na televisão, naquele ano, ele estrelou o episódio 4 de The Street de Jimmy McGovern.
Em 2010, Mawle participou do filme de David Austen, End of Love, e do curta-metragem Sometimes The Moon Is Velvet, que foi exibido em festivais. Ele também apareceu em Murder on the Orient Express de Agatha Christie, no drama Five Daughters da BBC, em Dive de Dominic Savage e em Made in Dagenham, estrelado por Sally Hawkins. Em 2011, ele estrelou como Gerald Crich ao lado de Rosamund Pike como Gudrun Brangwen, amante de Crich, na adaptação televisiva da BBC Four de Women in Love.
Também em 2011, ele apareceu no videoclipe da música de estreia do The Horrible Crowes, "Behold the Hurricane", e ingressou na série da HBO, Game of Thrones, como Benjen Stark. Mawle apareceu no episódio piloto e voltou ao papel na 6ª temporada.
Em 2012, Mawle participou de vários projetos, incluindo a produção Birdsong de Sebastian Faulks pela Working Title, o filme The Cold Light of Day, estrelado por Bruce Willis, Henry Cavill e Sigourney Weaver, o filme Abraham Lincoln: Caçador de Vampiros, produzido por Tim Burton, e o filme britânico independente Shell.
Em 2013, Mawle interpretou Stephen Beaumont em The Tunnel e o Inspetor Detetive Jedediah Shine em Ripper Street. Ele também teve um papel principal no filme de terror The Hallow.
Em outubro de 2019, Mawle juntou-se ao elenco de O Senhor dos Anéis: Os Anéis do Poder do Amazon Prime Video. Ele foi um dos primeiros atores a ingressar no projeto, e seu envolvimento foi posteriormente confirmado pela própria Amazon no início de 2020. Ele interpretou o antagonista central "Adar", um elfo caído que se tornou o primeiro uruk, pai dos orcs. Em dezembro de 2022, foi revelado que o papel de Adar seria refeito para a segunda temporada da série, com Sam Hazeldine assumindo o papel e Mawle confirmando no Twitter que não retornaria.

## Filmografia

### Filme
| Ano  | Titulo                               | Papel                                       | Notas          |
| ---- | ------------------------------------ | ------------------------------------------- | -------------- |
| 2004 | Dunkirk                              | Lt. Ian Cox                                 | Telefilme      |
| 2006 | Soundproof                           | Dean Whittingham                            | Telefilme      |
| 2006 | The Secret Life of Mrs. Beeton       | Fred                                        | Telefilme      |
| 2007 | Persuasion                           | Harry Harville                              | Telefilme      |
| 2007 | Clapham Junction                     | Tim                                         | Telefilme      |
| 2008 | Lezione 21                           | Músico                                      |                |
| 2009 | Red Riding 1980                      | Peter Sutcliffe / O Estripador de Yorkshire | Telefilme      |
| 2009 | Freefall                             | Jim                                         | Telefilme      |
| 2009 | After Tomorrow                       | James                                       | Curta-metragem |
| 2009 | Heartless                            | Papa B                                      |                |
| 2010 | Sometimes the Moon is Velvet         | Jack                                        | Curta-metragem |
| 2010 | Dive                                 | Gary                                        | Telefilme      |
| 2010 | Deathless                            | Max Serloom                                 | Curta-metragem |
| 2010 | Made in Dagenham                     | Gordon                                      |                |
| 2011 | The Awakening                        | Edward Judd                                 |                |
| 2012 | The Cold Light of Day                | Gorman                                      |                |
| 2012 | Birdsong                             | Jake Firebrace                              | Telefilme      |
| 2012 | Abraham Lincoln: Caçador de Vampiros | Thomas Lincoln                              |                |
| 2012 | Shell                                | Pete                                        |                |
| 2013 | Half of a Yellow Sun                 | Richard                                     |                |
| 2015 | The Hallow                           | Adam Hitchens                               |                |
| 2015 | No Coração do Mar                    | Benjamin Lawrence                           |                |
| 2019 | Land's End                           | Michael                                     | Curta-metragem |
| 2019 | Mr Jones                             | George Orwell                               |                |

### Série de televisão
| Ano             | Titulo                                     | Papel                     | Notas                                                    |
| --------------- | ------------------------------------------ | ------------------------- | -------------------------------------------------------- |
| 1998            | Merlin                                     | Aldeão                    | Minissérie                                               |
| 2002            | Sir Gadabout: The Worst Knight in the Land | Sir Tificate              |                                                          |
| 2006            | Silent Witness                             | Adrian Burney             | Episódio: "Schism", duas partes                          |
| 2006            | Dalziel and Pascoe                         | Charlie Barron            | Episódio: "The Cave Woman", duas partes                  |
| 2007            | HolbyBlue                                  | Simon Jenkins             | Episódio: "Simon Jenkins"                                |
| 2008            | Foyle's War                                | Fred Dawson               | Episódio: "Broken Souls"                                 |
| 2008            | The Passion                                | Jesus                     | Protagonista Minissérie                                  |
| 2009            | Free Agents                                |                           | 1 Episódio                                               |
| 2009            | The Street                                 | Keiran                    | 1 Episódio                                               |
| 2009            | Waking the Dead                            | Stefan Koscinski          | Episódio: "Substitute", two parts                        |
| 2009            | Merlin                                     | Alvarr                    | Segunda Temporada, Episódio 11: "The Witch's Quickening" |
| 2010            | Five Daughters                             | Tom Stephens              | 3 Episódios                                              |
| 2010            | Agatha Christie's Poirot                   | Antonio Foscarelli        | Episódio: "Murder on the Orient Express"                 |
| 2011            | Women in Love                              | Gerald Crich              | Episódio de duas partes                                  |
| 2011; 2016–2017 | Game of Thrones                            | Benjen Stark              |                                                          |
| 2013            | The Tunnel                                 | Stephen Beaumont          |                                                          |
| 2013, 2016      | Ripper Street                              | Det. Insp. Jedediah Shine |                                                          |
| 2015            | Sense8                                     | Nyx                       |                                                          |
| 2018            | Troy: Fall of a City                       | Odisseu                   |                                                          |
| 2019            | MotherFatherSon                            | Scott Ruskin              |                                                          |
| 2022            | O Senhor dos Anéis: Os Anéis do Poder      | Adar                      | Primeira Temporada                                       |
| 2023            | 1923                                       | Capitão Shipley           | Temporada 1, episódios 6 e 7                             |
| 2024            | Mary & George                              | Sir Walter Releigh        | Temporada 1, episódio 5                                  |

### Teatro
- 2003: Troilo e Créssida como Troilo (Shakespeare at the Tobacco Factory)
- 2004: Hamlet (the Nuffield Theatre, Southampton)
- 2005: Antônio e Cleópatra (Royal Exchange, Manchester)
- 2008: The Last Days of Judas Iscariot (the Almeida Theatre)